# National Book Award per la letteratura per ragazzi
Il National Book Award per la letteratura per ragazzi (National Book Award for Young People's Literature) è un premio letterario statunitense assegnato annualmente a partire dal 1969.
Non è stato assegnato per oltre un decennio, dal 1984 al 1995.

## Albo d'oro
I vincitori sono indicati in grassetto, a seguire i finalisti.

### Anni 1969-1979
- 1969: Journey from Peppermint Street di Meindert DeJong
  - Il Sommo Re (The High King) di Lloyd Alexander
  - Constance di Patricia Clapp
  - The Endless Steppe di Esther Hautzig
  - Langston Hughes di Milton Meltzer
- 1970: Un giorno di felicità (A Day of Pleasure: Stories of a Boy Growing up in Warsaw) di Isaac Bashevis Singer
  - Where the Lilies Bloom di Vera and Bill Cleaver
  - Popcorn and Ma Goodness di Edna Mitchell Preston
  - Silvestro e il sassolino magico (Sylvester and the Magic Pebble) di William Steig
  - The Young United States, 1783-1830 di Edwin Tunis
- 1971: The Marvelous Misadventures of Sebastian di Lloyd Alexander
  - Grover di Vera e Bill Cleaver
  - Blowfish Live in the Sea di Paula Fox
  - Rana e rospo grandi amici (Frog and Toad Are Friends) di Arnold Lobel
  - The Trumpet of the Swan di E.B. White
- 1972: The Slightly Irregular Fire Engine or The Hithering Thithering Djinn di Donald Barthelme
- 1973: La spiaggia più lontana (The Farthest Shore) di Ursula K. Le Guin
  - The House of Wings di Betsy Byars
  - Trolls di Ingri e Edgar Parin d'Aulaire
  - Julie dei lupi (Julie of the Wolves) di Jean Craighead George
  - Children of Vietnam di Betty Jean Lifton e Thomas C. Fox
  - The Impossible People di Georgess McHargue
  - The Witches of Worm di Zilpha Keatley Snyder
  - Dominic di William Steig
- 1974: The Court of the Stone Children di Eleanor Cameron
  - A Hero Ain't Nothin' But a Sandwich di Alice Childress
  - The Whys and Wherefores of Littabelle Lee di Vera e Bill Cleaver
  - The Treasure is the Rose di Julia Cunningham
  - L'estate del soldato tedesco (Summer of My German Soldier) di Bette Greene
  - Guests in the Promised Land di Kristin Hunter
  - A Proud Taste for Scarlet and Miniver di E.L. Konigsburg
  - A Figure of Speech di Norma Fox Mazer
  - Poor Richard in France di F.N. Monjo
  - Duffy and the Devil di Harve Zemach
- 1975: M. C. Higgins the Great di Virginia Hamilton
  - Il diavolo nella cesta (The Devil's Storybook) di Natalie Babbitt
  - Doctor in the Zoo di Bruce Buchenholz
  - I Tell a Lie Every So Often di Bruce Clements
  - My Brother Sam is Dead di James Lincoln Collier e Christopher Collier
  - Joi Bangla! The Children of Bangladesh di Jason Laure e Ettagale Laure
  - World of Our Fathers di Milton Meltzer
  - Remember the Days di Milton Meltzer
  - Wings di Adrienne Richard
  - The Edge of Next Year di Mary Stoltz
- 1976: Bert Breen's Barn di Walter D. Edmonds
  - To the Green Mountains di Eleanor Cameron
  - As I Was Crossing Boston Common di Norma Faber
  - Of Love and Death and Other Journeys di Isabelle Holland
  - The Star in the Pail di David McCord
  - El Bronx Remembered di Nicolasa Mohr
  - Ludell di Brenda Wilkinson
- 1977: Banditi e marionette (The Master Puppeteer) di Katherine Paterson
  - Never to Forget: The Jews of the Holocaust di Milton Meltzer
  - Ox Under Pressure di John Ney
  - Roll of Thunder, Hear My Cry di Mildred D. Taylor
  - Tunes for a Small Harmonica di Barbara Wersba
- 1978: The View From the Oak di Judith Kohl e Herbert Kohl
  - Hew Against the Grain di Betty Sue Cummings
  - Michling, Second Degree di Ilse Koehn
  - One at a Time di David McCord
  - Caleb & Kate di William Steig
- 1979: La grande Gilly Hopkins (The Great Gilly Hopkins) di Katherine Paterson
  - The First Two Lives of Lukas-Kasha di Lloyd Alexander
  - Queen of Hearts di Vera Cleaver
  - Humbug Mountain di Sid Fleischman
  - The Little Swinehead and Other Tales di Paula Fox

### Anni 1980-1989
- 1980
  - Edizione rilegata: A Gathering of Days: A New England Girl's Journal di Joan W. Blos
    - Lontano da casa (The Road from Home) di David Kherdian
    - Throwing Shadows di E.L. Konigsburg
    - Words by Heart di Ouida Sebestyen

  - Edizione tascabile: A Swiftly Tilting Planet di Madeleine L'Engle
    - Alan and Naomi di Myron Levoy
    - Rana e rospo grandi amici (Frog and Toad Are Friends) di Arnold Lobel
    - La grande Gilly Hopkins (The Great Gilly Hopkins) di Katherine Paterson
    - Higglety Pigglety Pop!: Or There Must Be More to Life di Maurice Sendak
- 1981
  - Edizione rilegata: The Night Swimmers di Betsy Byars
    - A Place Apart di Paula Fox
    - Io me ne vado (Jacob Have I Loved) di Katherine Paterson
    - Far From Home di Ouida Sebestyen
    - The Alfred Summer di Jan Slepian

  - Edizione tascabile: Ramona and Her Mother di Beverly Cleary
    - Il Sommo Re (The High King) di Lloyd Alexander
    - All Together Now di Sue Ellen Bridgers
    - Tex di S. E. Hinton
    - Il testamento Westing (The Westing Game) di Ellen Raskin

  - Saggistica: Oh, Boy! Babies di Alison Cragin Herzig e Jane Lawrence Mali
    - Where Do You Think You're Going, Christopher Columbus? di Jean Fritz
    - The Ballpark di William Jaspersohn
    - All Time, All Peoples: A World History of Slavery di Milton Meltzer
    - La gente (People) di Peter Spier
- 1982
  - Edizione rilegata: Terra d'Occidente (Westmark) di Lloyd Alexander
    - Ramona Quimby, Age 8 di Beverly Cleary
    - Second Star to the Right di Deborah Hautzig
    - Let the Circle Be Unbroken di Mildred D. Taylor
    - Voglio tornare a casa (Homecoming) di Cynthia Voigt

  - Edizione tascabile: Words by Heart di Ouida Sebestyen
    - The Wizard in the Tree di Lloyd Alexander
    - Io me ne vado (Jacob Have I Loved) di Katherine Paterson
    - Banditi e marionette (The Master Puppeteer) di Katherine Paterson

  - Saggistica: A Penguin Year di Susan Bonners
    - Traitor: The Case of Benedict Arnold di Jean Fritz
    - The Hospital Book di James Howe e Mal Warshaw (foto)
    - Seeds: Pop, Stick and Glide di Patricia Lauber e James Wexler (foto)
    - Flight: A Panorama of Aviation di Melvin B. Zisfein e Robert Andrew Parker (illustrazioni)

  - Edizione illustrata rilegata: Outside Over There di Maurice Sendak
    - Where the Buffaloes Begin di Olaf Baker e Stephen Gammell (illustrazioni)
    - On Market Street di Arnold Lobel e Anita Lobel (illustrazioni)
    - Jumanji di Chris Van Allsburg
    - A Visit to William Blake's Inn: Poems for Innocent and Experienced Travelers di Nancy Willard, Alice Provensen e Martin Provensen (illustrazioni)

  - Edizione illustrata tascabile: L'arca di Noè (Noah's Ark) di Peter Spier
    - Jambo Means Hello: Swahili Alphabet Book di Muriel Feelings e Tom Feelings (illustrazioni)
    - The Fledgling di Jane Langton
    - A Peaceable Kingdom: The Shaker Abcedarius di Alice Provensen e Martin Provensen (illustrazioni)
    - The Angry Moon di William Sleator e Blair Lent (illustrazioni)
    - Stanley and Rhoda di Rosemary Wells
- 1983
  - Edizione rilegata: Homesick: My Own Story di Jean Fritz
    - The Kestrel di Lloyd Alexander
    - The Refugee Summer di Edward Fenton
    - Sweet Whispers, Brother Rush di Virginia Hamilton
    - A Formal Feeling di Zibby Oneal

  - Edizione tascabile: A Place Apart di Paula Fox ex aequo Marked by Fire di Joyce Carol Thomas
    - Tiger Eyes di Judy Blume
    - Notes for another Life di Sue Ellen Bridgers
    - Anastasia Again! di Lois Lowry

  - Saggistica: Chimney Sweeps di James Cross Giblin
    - Seafaring Women di Linda Grant De Pauw
    - Journey to the Planets di Patricia Lauber
    - Lobo of the Tasaday di John Nance
    - The Brooklyn Bridge di Judith St. George

  - Edizione illustrata rilegata: Doctor De Soto di William Steig ex aequo Miss Rumphius di Barbara Cooney
    - Shadow di Marcia Brown
    - The Philharmonic Gets Dressed di Karla Kuskin e Marc Simont (illustrazioni)
    - When I Was Young in the Mountains di Cynthia Rylant e Diane Goode (illustrazioni)

  - Edizione illustrata tascabile: A House is a House for Me di Mary Ann Hoberman e Betty Fraser (illustrazioni)
    - Pinkerton, Behave! di Steven Kellogg
    - Robert Frost's A Swinger of Birches di Peter Koeppen
    - Space Case di Edward Marshall
    - The Bungling Ballerinas di Ellen Shire
- 1984-1989: non assegnato

### Anni 1990-1999
- 1990-1995: non assegnato
- 1996: Il pappagallo nel forno (Parrott in the Oven: Mi Vida) di Victor Martinez
  - What Jamie Saw di Carolyn Coman
  - Una ragazza chiamata Disastro (A Girl Named Disaster) di Nancy Farmer
  - La lunga stagione della pioggia (The Long Season of Rain) di Helen Kim
  - Send Me Down a Miracle di Han Nolan
- 1997: Danzando sull'abisso (Dancing on the Edge) di Han Nolan
  - The Facts Speak for Themselves di Brock Cole
  - Sons of Liberty di Adele Griffin
  - Where You Belong di Mary Ann McGuigan
  - Due marmotte e una bambina (Mean Margaret) di Tor Seidler
- 1998: Buchi nel deserto (Holes) di Louis Sachar
  - The Secret Life of Amanda K. Woods di Ann Cameron
  - Joey Pigza Swallowed the Key di Jack Gantos
  - No Pretty Pictures: A Child of War di Anita Lobel
  - Il fucile di Nonna Dowdel (A Long Way from Chicago: A Novel in Stories ) di Richard Peck
- 1999: Il ragazzo cannone (When Zachary Beaver Came to Town) di Kimberly Willis Holt
  - Speak: le parole non dette (Speak) di Laurie Halse Anderson
  - La casa di betulla (The Birchbark House) di Louise Erdrich
  - I troll (The Trolls) di Polly Horvath
  - Monster di Walter Dean Myers

### Anni 2000-2009
- 2000: Homeless Bird di Gloria Whelan
  - Forgotten Fire di Adam Bagdasarian
  - The Book of the Lion di Michael Cadnum
  - Many Stones di Carolyn Coman
  - Hurry Freedom: African Americans in Gold Rush California di Jerry Stanley
- 2001: Verna & Jody (True Believer) di Virginia Euwer Wolff
  - The Tiger Rising di Kate DiCamillo
  - We Were There Too! Young People in U.S. History di Phillip Hoose
  - A Step from Heaven di An Na
  - Carver: A Life in Poems di Marilyn Nelson
- 2002: I segreti dello scorpione (The House of the Scorpion) di Nancy Farmer
  - Feed (Feed) di M.T. Anderson
  - 19 Varieties of Gazelle: Poems of the Middle East di Naomi Shihab Nye
  - This Land Was Made for You and Me: The Life and Songs of Woody Guthrie di Elizabeth Partridge
  - Hush di Jacqueline Woodson
- 2003: La stagione delle conserve (The Canning Season) di Polly Horvath
  - Breakout di Paul Fleischman
  - An American Plague: The Time and Terrifying Story of the Yellow Fever Epidemic of 1793 di Jim Murphy
  - The River Between Us di Richard Peck
  - Locomotion di Jacqueline Woodson
- 2004: Godless di Pete Hautman
  - Honey, Baby, Sweetheart di Deb Caletti
  - Harlem Stomp!: A Cultural History of the Harlem Renaissance di Laban Carrick Hill
  - The Legend of Buddy Bush di Sheila P. Moses
  - Luna (Luna: A Novel) di Julie Anne Peters
- 2005: La magica estate delle sorelle Penderwick (The Penderwicks) di Jeanne Birdsall
  - Where I Want to Be di Adele Griffin
  - Inexcusable di Chris Lynch
  - Autobiography of My Dead Brother di Walter Dean Myers
  - Each Little Bird That Sings di Deborah Wiles
- 2006: La storia stupefacente di Octavian Nothing traditore della nazione. Volume 1: La festa del vaiolo (The Astonishing Life of Octavian Nothing, Traitor to the Nation, Volume I: The Pox Party) di M.T. Anderson
  - Keturah and Lord Death di Martine Leavitt
  - Sold di Patricia McCormick
  - The Rules of Survival di Nancy Werlin
  - American Born Chinese di Gene Luen Yang
- 2007: Diario assolutamente sincero di un indiano part-time (The Absolutely True Diary of a Part-Time Indian) di Sherman Alexie
  - Skin Hunger: A Resurrection of Magic, Book One di Kathleen Duey
  - Touching Snow di M. Sindy Felin
  - La straordinaria invenzione di Hugo Cabret (The Invention of Hugo Cabret) di Brian Selznick
  - La ragazza del mare (Story of a Girl) di Sara Zarr
- 2008: Tutte le bugie che ho detto (What I Saw and How I Lied) di Judy Blundell
  - Chains di Laurie Halse Anderson
  - The Underneath di Kathi Appelt
  - The Disreputable History of Frankie Landau-Banks di E. Lockhart
  - The Spectacular Now di Tim Tharp
- 2009: Claudette Colvin: Twice Toward Justice di Phillip Hoose
  - Charles and Emma: The Darwins' Leap of Faith di Deborah Heiligman
  - Stitches: ventinove punti (Stitches) di David Small
  - Lips Touch: Three Times di Laini Taylor
  - Jumped di Rita Williams-Garcia

### Anni 2010-2019
- 2010: I colori del buio (Mockingbird) di Kathryn Erskine
  - Ship Breaker di Paolo Bacigalupi
  - Dark Water di Laura McNeal
  - Lockdown di Walter Dean Myers
  - One Crazy Summer di Rita Williams-Garcia
- 2011: Inside Out & Back Again di Thanhha Lai
  - Chime di Franny Billingsley
  - My Name Is Not Easy di Debby Dahl Edwardson
  - Flesh & Blood So Cheap: The Triangle Fire and Its Legacy di Albert Marrin
  - Okay for Now di Gary D. Schmidt
- 2012: Goblin Secrets di William Alexander
  - Out of Reach di Carrie Arcos
  - Never Fall Down di Patricia McCormick
  - Endangered di Eliot Schrefer
  - L'atomica: la corsa per costruire (e rubare) l'arma più pericolosa del mondo (Bomb: The Race to Build—and Steal—the World's Most Dangerous Weapon) di Steve Sheinkin
- 2013: The Thing About Luck di Cynthia Kadohata
  - The True Blue Scouts of Sugar Man Swamp di Kathi Appelt
  - Far Far Away di Tom McNeal
  - Picture Me Gone di Meg Rosoff
  - Boxers & Saints di Gene Luen Yang
- 2014: Brown Girl Dreaming di Jacqueline Woodson
  - Threatened di Eliot Schrefer
  - The Port Chicago 50: Disaster, Mutiny, and the Fight for Civil Rights di Steve Sheinkin
  - Noggin di John Corey Whaley
  - Revolution: The Sixties Trilogy, Book Two di Deborah Wiles
- 2015: Il viaggio di Caden (Challenger Deep) di Neal Shusterman
  - Tutta colpa delle meduse (The Thing About Jellyfish) di Ali Benjamin
  - Bone Gap di Laura Ruby
  - Most Dangerous: Daniel Ellsberg and the Secret History of the Vietnam War di Steve Sheinkin
  - Nimona (Nimona) di Noelle Stevenson
- 2016: March: Book Three di John Lewis, Nate Powell e Andrew Aydin
  - Little Miss Florida (Raymie Nightingale) di Kate DiCamillo
  - When the Sea Turned to Silver di Grace Lin
  - Ghost (Ghost) di Jason Reynolds
  - Il sole è anche una stella (The Sun is Also A Star) di Nicola Yoon
- 2017: Il filo che ci unisce  (Far from the Tree) di Robin Benway
  - What Girls Are Made Of di Elana K. Arnold
  - I Am Not Your Perfect Mexican Daughter di Erika Sánchez
  - Clayton Byrd Goes Underground di Rita Williams-Garcia
  - American Street di Ibi Zoboi
- 2018: Poet X (The Poet X) di Elizabeth Acevedo
  - La guerra segreta tra Elfi e Goblin (The Assassination of Brangwain Spurge) di M.T. Anderson e Eugene Yelchin
  - The Truth as Told by Mason Buttle di Leslie Connor
  - The Journey of Little Charlie di Christopher Paul Curtis
  - Hey, Kiddo di Jarrett J. Krosoczka
- 2019: 1919 The Year That Changed America di Martin W. Sandler
  - Pet di Akwaeke Emezi
  - Tornando a casa (Look Both Ways: A Tale Told in Ten Blocks) di Jason Reynolds
  - Patron Saints of Nothing di Randy Ribay
  - Thirteen Doorways, Wolves Behind Them All di Laura Ruby

### Anni 2020-2029
- 2020: King e le libellule (King and the Dragonflies) di Kacen Callender[1]
  - We Are Not Free di Traci Chee
  - Every Body Looking di Candice Iloh
  - When Stars Are Scattered di Victoria Jamieson e Omar Mohamed
  - The Way Back di Gavriel Savit
- 2021: La notte scorsa al Telegraph Club (Last Night at the Telegraph Club) di Malinda Lo[2]
  - The Legend of Auntie Po di Shing Yin Khor
  - Too Bright to See di Kyle Lukoff
  - Revolution in Our Time: The Black Panther Party's promise to the people di Kekla Magoon
  - Me (Moth) di Amber McBride
- 2022: All My Rage di Sabaa Tahir[3]
  - The Ogress and the Orphans di Kelly Barnhill
  - The Lesbiana's Guide to Catholic School di Sonora Reyes
  - Victory. Stand!: Raising My Fist for Justice di Tommie Smith, Derrick Barnes e Dawud Anyabwile
  - Maizy Chen's Last Chance di Lisa Yee
- 2023: A First Time for Everything di Dan Santat[4]
  - Gather di Kenneth M. Cadow
  - Huda F Cares? di Huda Fahmy
  - Big di Vashti Harrison
  - The Lost Year: A Survival Story of the Ukrainian Famine di Katherine Marsh
- 2024: Kareem Between di Shifa Saltagi Safadi[5]
  - Buffalo Dreamer di Violet Duncan
  - The Great Cool Ranch Dorito in the Sky di Josh Galarza
  - The First State of Being di Erin Entrada Kelly
  - The Unboxing of a Black Girl di Angela Shanté